# Scorpions
Scorpions är en tysk rockgrupp, bildad i Hannover år 1965. Gruppen är mest känd för balladen "Wind of Change" och powerballaden "Still Loving You".

## Historia
Originalmedlemmar i gruppen var Rudolf Schenker (gitarr, sång), sologitarristen Karl-Heinz Follmer, basisten Lothar Heimberg och trummisen Wolfgang Dziony. Tre år efter bildandet tillkom Rudolfs bror Michael Schenker på sologitarr (ersatte Follmer) och Klaus Meine blev samtidigt gruppens nya sångare. I denna sättning släppte gruppen sitt första album, Lonesome Crow. Michael Schenker gick över till rockbandet UFO 1973, och Uli Jon Roth tog hans plats. Samtidigt tillkom Francis Buchholz (bas) och Jürgen Rosenthal (trummor).
De första albumen gruppen gav ut gick obemärkt förbi den amerikanska marknaden, men de sålde bra i Japan. Roth lämnade gruppen 1978 för att forma sitt eget band. Samma år släppte gruppen albumet Lovedrive. Detta album nådde inte ut så bra då det blivit bannlyst i USA för sitt sexuellt laddade omslag. Gitarristen Matthias Jabs togs in som ersättare för Roth.
Det var i denna sättning som bandet skulle få sina största framgångar. Albumet Animal Magnetism med "The Zoo" som den mest kända låten från skivan sålde över förväntan i USA, likaså Blackout. Men det var med albumet Love at First Sting, med låtarna "Rock You Like a Hurricane", "Big City Nights" och "Still Loving You" från 1984 som gruppen slog igenom rejält. Med nästa album, Savage Amusement, fortsatte bandet med stenhård rock med låtar som "Passion Rules the Game" och "Rhythm of Love". Albumet Crazy World från 1990 är en av bandets mest sålda skivor. Skivan innehåller megahitballaden "Wind of Change". Scorpions har sammanlagt sålt över 100 miljoner album.
Francis Buchholz (bas) lämnade gruppen på grund av interna motsättningar 1992 och två år senare avgick trummisen Herman Rarebell för att helt satsa på sin studio i Marocko 1995.
I början av 1990-talet fick gruppen en ny basist Ralph Rieckermann och en trummis James Kottak. Under andra hälften av 1990-talet ändrades bandets musikstil till ett lite lugnare tempo. Ralph spelade in sex album med Scorpions, men slutade 2003 av okänd anledning. Man hittade snabbt en ny basist, Pawel Maciwoda från Polen, och han blev officiellt en bandmedlem då han medverkade på skivan Unbreakable, som kom ut juni 2004. Scorpions släppte 2007 albumet, Humanity: Hour I, där de fortsätter med hårdrock.
De nuvarande medlemmarna är Rudolf Schenker (gitarr), Klaus Meine (sång), Matthias Jabs (gitarr), Paweł Mąciwoda (elbas) och Mikkey Dee (trummor).
I januari 2010 tillkännagav Rudolf Schenker att bandet ger ut plattan "Sting in the tail" i mars. Denna kommer att följas av en världsturné, varpå bandet ska upplösas.
I början av 2013 meddelade bandet att de gjort en helomvändning, och alltså inte kommer att splittras. "Det är en sak att säga att det kommer att bli slutet för The Scorpions, och en helt annan sak att verkligen avsluta det.", sade Klaus Meine.
I september 2016 meddelade bandet via sin Facebook-sida att Mikkey Dee blir permanent medlem i bandet efter att James Kottak slutat.

## Medlemmar

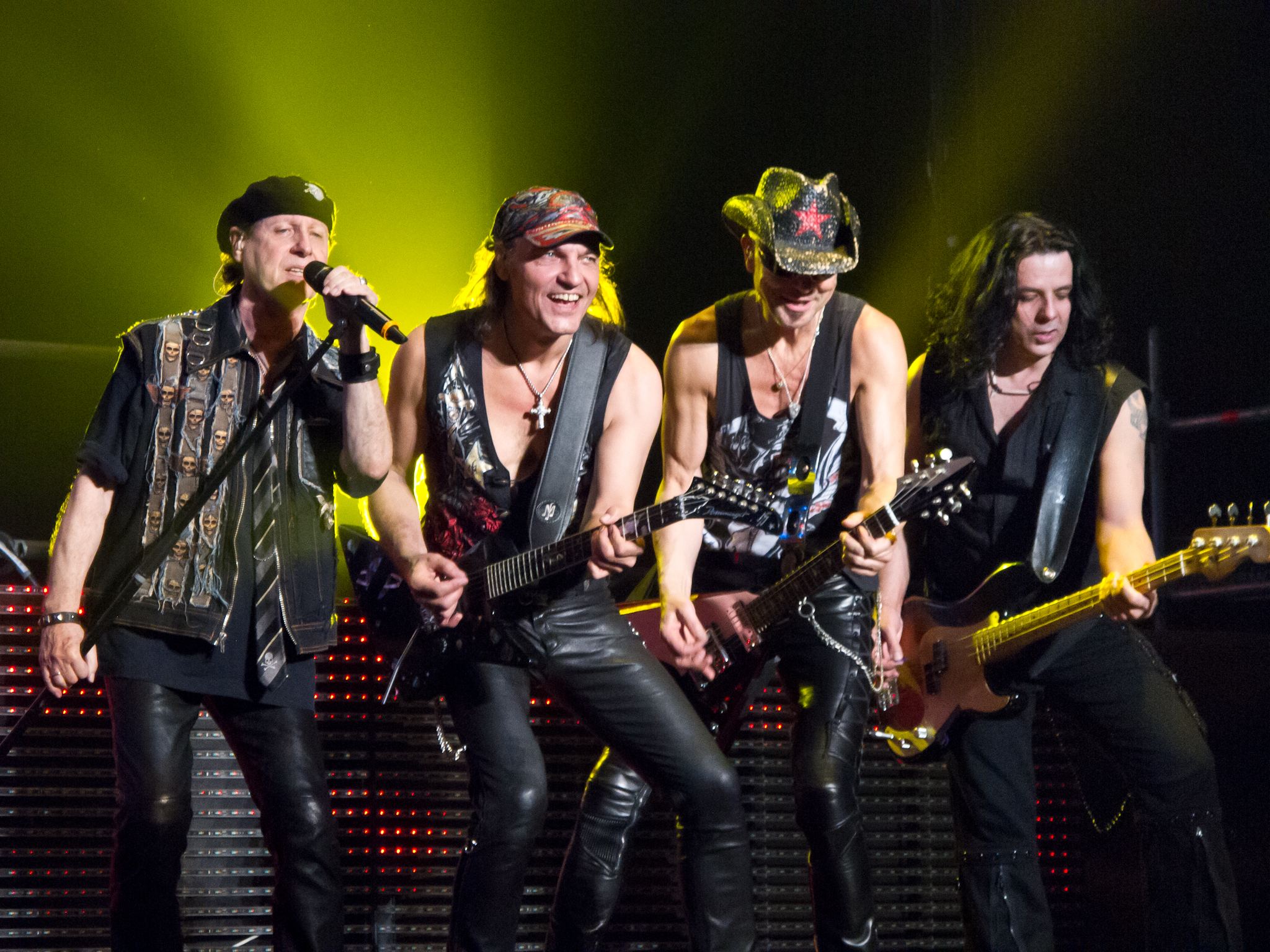
Scorpions 2014

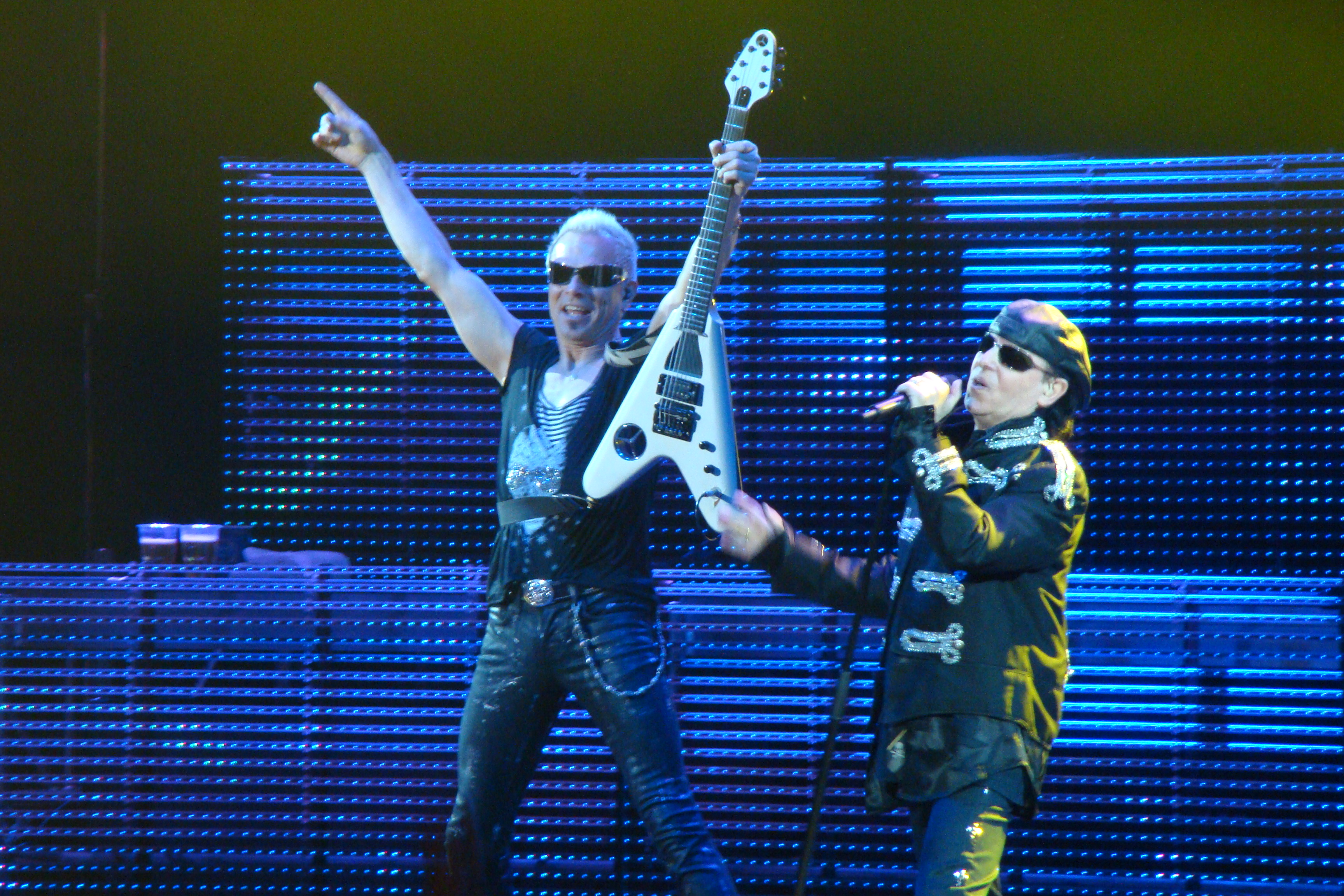
Scorpions i Minsk 2010

### Nuvarande medlemmar
- Rudolf Schenker – gitarr (1965–)
- Klaus Meine – sång (1969–)
- Matthias Jabs – gitarr (1978–)
- Paweł Mąciwoda – elbas (2003–)
- Mikkey Dee – trummor (2016–)

### Tidigare medlemmar
- James Kottak – trummor, percussion (1996–2016)
- Johan Franzon – trummor (2014)
- Francis Buchholz – elbas (1973–1983, 1984–1992, 1994)
- Herman Rarebell – trummor, percussion (1977–1983, 1984–1995)
- Ralph Rieckermann – elbas (1993–2000, 2000–2003)
- Lothar Heimberg – elbas (1965–1973)
- Wolfgang Dziony – trummor, percussion (1965–1973)
- Joe Wyman – trummor, percussion (1973)
- Uli Jon Roth – gitarr (1973–1978)
- Michael Schenker – gitarr (1968–1973)
- Rudy Lenners – trummor, percussion (1975–1977)
- Jürgen Rosenthal – trummor, percussion (1973–1975)
- Ken Taylor – elbas (2000)
- Curt Cress – trummor, percussion (1996)
- Jimmy Bain – elbas (1983–1984)
- Neil Murray – elbas (1983–1984)
- Bobby Rondinelli – trummor, percussion (1983–1984)
- Barry Sparks – bas (2003)
- Ingo Powitzer – bas (2003)
- Don Dokken – sång (1981)

## Diskografi

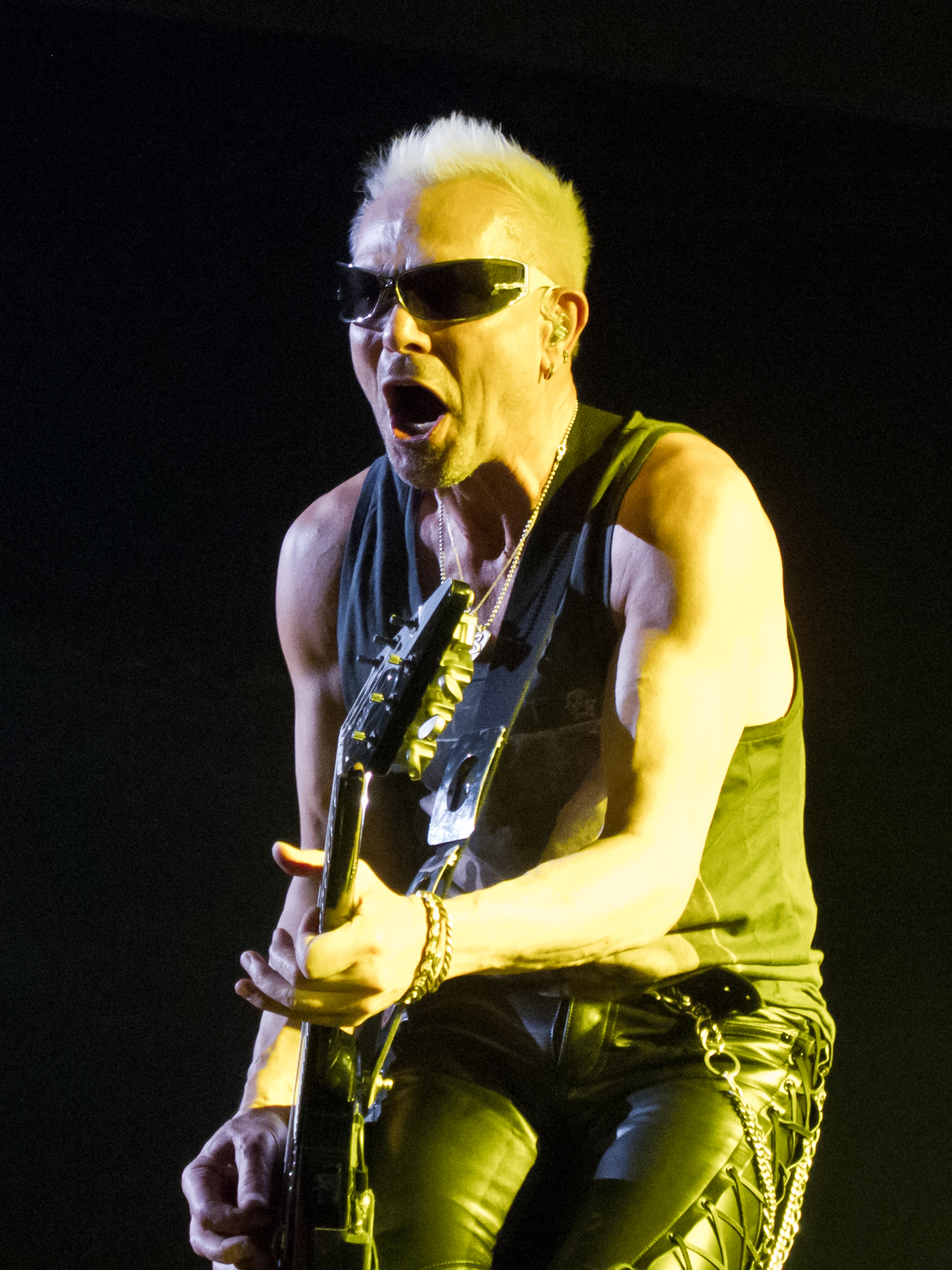
Rudolf Schenker

- 1972 – Lonesome Crow
- 1974 – Fly to the Rainbow
- 1975 – In Trance
- 1976 – Virgin Killer
- 1977 – Taken by Force
- 1978 – Tokyo Tapes
- 1979 – Lovedrive
- 1980 – Animal Magnetism
- 1982 – Blackout
- 1984 – Love at First Sting
- 1985 – World Wide Live med sången Holiday
- 1985 – Gold Ballads
- 1988 – Savage Amusement
- 1989 – Best of Rockers 'n' Ballads
- 1990 – Crazy World
- 1993 – Face the Heat
- 1995 – Live Bites
- 1990 – Pure Instinct
- 1999 – Eye II Eye
- 2000 – Moment of Glory
- 2001 – Acoustica
- 2004 – Unbreakable
- 2005 – The Platinum Collection
- 2007 – Humanity: Hour I
- 2010 – Sting in the Tail
- 2011 – Comeblack (remix)
- 2013 – MTV Unplugged
- 2015 – Return to forever
- 2022 – Rock Believer